# Déborah Giaoui
Déborah Giaoui (née le 13 mai 1980 à Paris) est une joueuse française de beach-volley.  Joueuse de haut niveau de volley-ball en salle, elle a découvert le championnat de France de beach-volley en 2002 et dès 2003 elle devient championne de France avec pour partenaire Kevinne Étienne. Elle se passionne pour le Beach Volley et décide de mener sa carrière salle et beach en même temps. En novembre 2006 elle obtient aussi son diplôme d'ingénieur.

## Carrière
En 2004, elle participe à la première fois au World series à Marseille et à Milan et termine vice-championne de France et 9e aux Championnats du Monde Universitaire. En 2005 elle est de nouveau vice-championne de France avec Marjorie Molina et participe à plusieurs étapes du World tour. Mais c'est en 2006 que le tournant pour Déborah se fait. Elle décide que le Beach Volley deviendra sa priorité sportive et change encore de partenaire (choix préconisé par les cadres techniques nationaux). Associée à Mathilde Giordano, elle devient Championne du Monde Universitaire et participe à plusieurs étapes du Circuit Européen et Mondial en tant qu'équipe de France A'.
Fin août 2006 elle apprend qu'elle fera partie des 3 paires qui composeront les équipes de France A qui participeront au circuit mondial avec comme objectif principal de se qualifier pour les Jeux olympiques de Pékin en 2008. Associée à sa nouvelle partenaire, Eva Hamzaoui, elle participe à l'Open d'Acapulco et de Phuket.

En 2008, elle reprend sa carrière en salle en signant au Stade Français-Saint-Cloud

## Palmarès
- Championnat de France de beach-volley (6)
  - Vainqueur : 2003, 2009, 2011, 2012, 2013, 2015
- Championne du monde universitaire de beach-volley 2006